# Idactus demoori
Idactus demoori är en skalbaggsart som beskrevs av Stefan von Breuning 1981. Idactus demoori ingår i släktet Idactus och familjen långhorningar.
Artens utbredningsområde är Kenya. Inga underarter finns listade i Catalogue of Life.